# 22.11.63
22.11.63 (11.22.63) è una miniserie televisiva statunitense del 2016, diretta da Kevin Macdonald e basata sul romanzo 22/11/'63 di Stephen King.
Composta da otto episodi, negli Stati Uniti ha debuttato il 15 febbraio 2016 su Hulu, mentre in Italia è andata in onda dall'11 aprile 2016 su Fox. In chiaro è andata in onda su 20 Mediaset.

## Sinossi
L'insegnante di liceo Jake Epping si ritrova a viaggiare nel tempo per cercare di impedire l'assassinio del presidente John Fitzgerald Kennedy, ma dovrà vedersela con il passato che non vuole essere cambiato.

## Personaggi

### Principali
- Jake Epping, interpretato da James Franco, doppiato da Marco Vivio.
- Al Templeton, interpretato da Chris Cooper, doppiato da Stefano De Sando.
- Sadie Dunhill, interpretata da Sarah Gadon, doppiata da Federica De Bortoli.
- Marina Oswald, interpretata da Lucy Fry, doppiata da Jessica Bologna.
- Bill Turcotte, interpretato da George MacKay, doppiato da Manuel Meli.
- Lee Harvey Oswald, interpretato da Daniel Webber, doppiato da David Chevalier.

### Ricorrenti
- Marguerite Oswald, interpretata da Cherry Jones, doppiata da Sonia Scotti.
- John Clayton, interpretato da T. R. Knight, doppiato da Stefano Crescentini.
- Frank Dunning, interpretato da Josh Duhamel, doppiato da Andrea Mete.
- Deke Simmons, interpretato da Nick Searcy, doppiato da Ambrogio Colombo.
- George de Mohrenschildt, interpretato da Jonny Coyne, doppiato da Giovanni Petrucci.
- Mimi Corcoran, interpretata da Tonya Pinkins, doppiata da Isabella Pasanisi.
- Christy Epping, interpretata da Brooklyn Sudano, doppiata da Barbara Villa.
- Harry Dunning, interpretato da Leon Rippy, doppiato da Pietro Biondi.
- Arliss Price, interpretato da Michael O'Neill, doppiato da Gerolamo Alchieri.
- Edna Price, interpretata da Annette O'Toole, doppiata da Anna Rita Pasanisi.
- Jack Ruby, interpretato da Antoni Corone, doppiato da Giorgio Locuratolo.
- Edwin Walker, interpretato da Gregory North, doppiato da Roberto Fidecaro.

## Produzione
Nell'agosto del 2011, prima dell'uscita del romanzo, è stato annunciato che Jonathan Demme era interessato a scrivere, produrre e dirigere un adattamento cinematografico di 22/11/'63, con Stephen King in veste di produttore esecutivo; tuttavia, nel dicembre del 2012, Demme ha annunciato di aver rinunciato al progetto dopo varie discussioni con King su cosa includere nella sceneggiatura.
Nell'aprile del 2013 Bad Robot e Warner Bros. sono entrate in trattativa per ottenere i diritti per adattare il romanzo come una miniserie televisiva. Le riprese sono cominciate nel giugno del 2015 ad Hespeler (Ontario) e sono terminate nel mese di ottobre.

## Promozione
Il primo trailer della miniserie è stato pubblicato su YouTube il 19 novembre 2015.

## Distribuzione
La miniserie è stata trasmessa in primavera dai canali Fox in Bulgaria, Belgio, Croazia, Finlandia, Germania, Grecia, Italia, Norvegia, Paesi Bassi, Ungheria, Polonia, Portogallo, Russia, Serbia, Slovenia, Spagna, Svezia e Regno Unito.
In Italia ha debuttato l'11 aprile 2016.

## Differenze con il romanzo
- Nella miniserie Jake, attraversando la "tana del bianconiglio", si ritrova catapultato nel 1960; nel romanzo, invece, il varco temporale lo porta nel 1958. Inoltre, nel libro Jake parte dal 2011, anno in cui il romanzo è stato pubblicato, nella miniserie invece è il 2016, per lo stesso motivo.
- Nel libro Jake, durante la sua missione, non modifica solo il cognome in Amberson, ma anche il nome in George, cambiamento che nella serie è presente solo nei primi due episodi.
- Nel libro Jake non cerca di contattare il padre, né compaiono personaggi che cercano esplicitamente di opporsi al suo tentativo di cambiare il passato.
- Nel libro Bill Turcotte incontra Jake davanti a casa dei Dunning e lo aiuta ad affrontare Frank, per poi non incontrarsi più nel corso della storia.
- Nel libro Frank Dunning, prima di essere eliminato da Jake e Bill, riesce a uccidere Arthur, uno dei figli. Jake decide quindi di tornare nel presente per poter poi ritornare indietro nel tempo e riprovarci. Al secondo tentativo Jake uccide Frank prima di Halloween, tendendogli un agguato, per poi mettersi sulle tracce di Lee Harvey Oswald.
- Nella miniserie mancano le scene ambientate nella città fittizia di Derry, dove è ambientato il romanzo It. Jake passa da lì nel 1958, all'inizio del suo primo viaggio nel passato, e apprende che qualcosa di inspiegabile e violento sta avvenendo, per poi andarsene: è un riferimento agli omicidi del clown Pennywise.
- Nel romanzo Jake non interagisce mai attivamente con Frank Dunning e nemmeno con Lee Harvey Oswald, né partecipando alla sua festa di compleanno e né tantomeno parlandogli dopo aver perso la memoria.
- Nel romanzo John Clayton si taglia la gola in preda alla follia dopo aver ferito Sadie al volto (in modo molto più grave rispetto alla miniserie), mentre nella miniserie viene ucciso da Jake e Sadie.
- Il ruolo e presenza degli "uomini con la tessera gialla" non viene spiegata nella miniserie, ma solo sottintesa, a differenza del romanzo.
- Nella serie TV i cambiamenti al passato di Jake non provocano scosse e catastrofi naturali come nel libro.

## Citazioni
- Nella prima puntata - e per tutta la stagione - Jake ha con sé un taccuino che riporta tutti i risultati degli incontri sportivi degli anni in cui è ambientata la serie, di modo da guadagnare con le scommesse. È una chiara citazione a Ritorno al futuro - Parte II, in cui Biff Tannen usa lo stesso metodo per diventare ricco. Altro riferimento allo stesso film si può trovare, sempre nella prima puntata, quando Jake si reca nel 1960. Il portale infatti conduce al 21 ottobre, lo stesso giorno a cui Marty McFly e Doc Brown viaggiano nel 2015.
- Nella puntata 1x02, quando Jake esce dalla casa di Harry dopo aver ucciso Frank la sera di Halloween, si può notare un bambino vestito da coniglio, che ricorda molto il personaggio di Frank del film Donnie Darko.
- Sempre nella stessa puntata, quando l'uomo che affitta la camera a Jake gli chiede di quale unità facesse parte durante la guerra di Corea, egli risponde: "Mash, 4077ª", riferimento alla serie televisiva M*A*S*H*.
- Nella puntata 1x04, quando Sadie suona il piano, Jake canticchia alcuni versi di I Saw Her Standing There e fa cenno ai membri dei Beatles. La scena si svolge nel marzo del 1963, proprio in coincidenza dell'uscita di Please Please Me, il primo LP del gruppo inglese. Il successo dei Beatles in America, tuttavia, avverrà solo a partire dall'anno seguente.
- Sempre nella stessa scena della puntata 1x04, Jake fa un complimento a Sadie con la frase "Smart is the new sexy", che la donna non capisce. La frase è una citazione da una battuta di Howard nell'episodio 1x12 della serie televisiva The Big Bang Theory.
- Nella stessa puntata, inoltre, quando Miss Mimi va da Jake per dirgli che sa che lui non è chi dice di essere, Jake le racconta di essere un testimone dell'FBI, inserito nel programma protezione testimoni perché nel 1959 ha assistito all'omicidio del suo caro amico Fredo da parte del fratello Michael, presso il lago Tahoe. È un riferimento a Il padrino - Parte II.
- Nella puntata 1x08, quando Jake e Sadie salgono le scale per arrivare al sesto piano del deposito di libri, sul muro si può notare la scritta "Redrum", citazione del film Shining.
- Nella puntata iniziale c'è un riferimento al film Interstate 60, interpretato dall'attore Chris Cooper, ovvero Al nella serie.
- La macchina che guida John Clayton è una Plymouth Fury del 1958, la macchina protagonista del romanzo Christine. La macchina infernale, altro romanzo di successo scritto da King.